# La Voulte sportif
Maillots
La Voulte sportif est un club français de rugby à XV basé à La Voulte-sur-Rhône (Ardèche) et fondé en 1907.
Le club a remporté le championnat de France, en 1970 face à l'AS Montferrand sur le score de 3-0. 
Il fusionne en 2010 avec le club du Valence sportif pour former le ROC La Voulte Valence.

## Histoire

### Création du club
La pratique du rugby débute avec la création du Racing club voultain, fondé en 1907, mais s'arrête en raison de la Première Guerre mondiale. Une entité omnisports, l'Amicale laïque voultaine, est créée en 1920. Elle devient le Club sportif voultain en 1927 mais cesse ses activités en 1930. Le CSV est alors absorbé dans un nouveau club omnisports, La Voulte sportif, en 1933. Le club écume alors les championnats régionaux et glane de nombreux titres. Les années 1950 et 1960 seront l'âge d'or de ce petit club (La Voulte-sur-Rhône est une ville de 5 000 habitants) qui va se permettre de jouer dans la cour des grands. En 1951, il dispute la finale du championnat de France Excellence A, dernière étape avant le championnat de France de première division auquel il accède une première fois en 1951-1952 pour une saison (64 clubs).

### La montée en première division
En 1956, il parvient en demi-finale du championnat de France de deuxième division (battu par Saint-Girons), grâce notamment à l'apport de Guy et Lilian Camberabero, arrivés en 1955 de leurs Landes natales à 17 et 18 ans en compagnie de leurs parents. Le LVS va alors demeurer vingt et une saisons consécutives dans l'élite et se qualifier vingt fois pour les seizièmes de finale, n'échouant qu'en 1960. 
Il attire fréquemment 6 000 à 7 000 spectateurs, plus que le nombre d'habitants dans la commune.
Dès sa première saison (1956-1957), il se qualifie pour les seizièmes de finale du championnat de France de première division où il chute contre le grand FC Lourdes qui allait gagner l'épreuve cette année-là.
En 1957-1958, il échoue au même niveau du championnat contre le Stade toulousain mais parvient en demi-finale du challenge de l'Espérance.

#### Demi-finaliste du championnat 1959
Il ne tombe qu'en demi-finale du Championnat 1959 contre le Stade montois 16-9 après avoir sorti Mazamet, numéro 2 à l'issue des phases de poule dans un match où les frères Camberabero auront usés de leurs coups de pied prodigieux de facilité pour mettre à mal leur prestigieux adversaire.

#### Double vainqueur du challenge de l'Espérance 1962 et 1963
En 1962, La Voulte sportif s'impose en finale du challenge de l'Espérance contre le Stade rochelais sur un score de 9-6 et 1963 La Voulte sportif s'impose une nouvelle fois en finale contre Cahors avec un score de 11-11 (vainqueur aux essais).

#### Demi-finaliste du championnat 1965
En championnat La Voulte sportif se hisse de nouveau en demi-finale en 1964-1965. Il mène 14-0 face au SU Agen à la mi-temps mais perd ensuite trois joueurs sur blessure.
Agen l'emporte ainsi que la fin 21-14.

#### Qualifications en challenge Yves du Manoir
Invité à disputer ce prestigieux challenge en entre 1968 et 1987, La Voulte se qualifie pour les demi-finales en 1971 où il est éliminé par Dax, pour les quarts de finale en 1970 et 1975 et pour les huitièmes de finale en 1976 et 1977.

#### Champion de France 1970

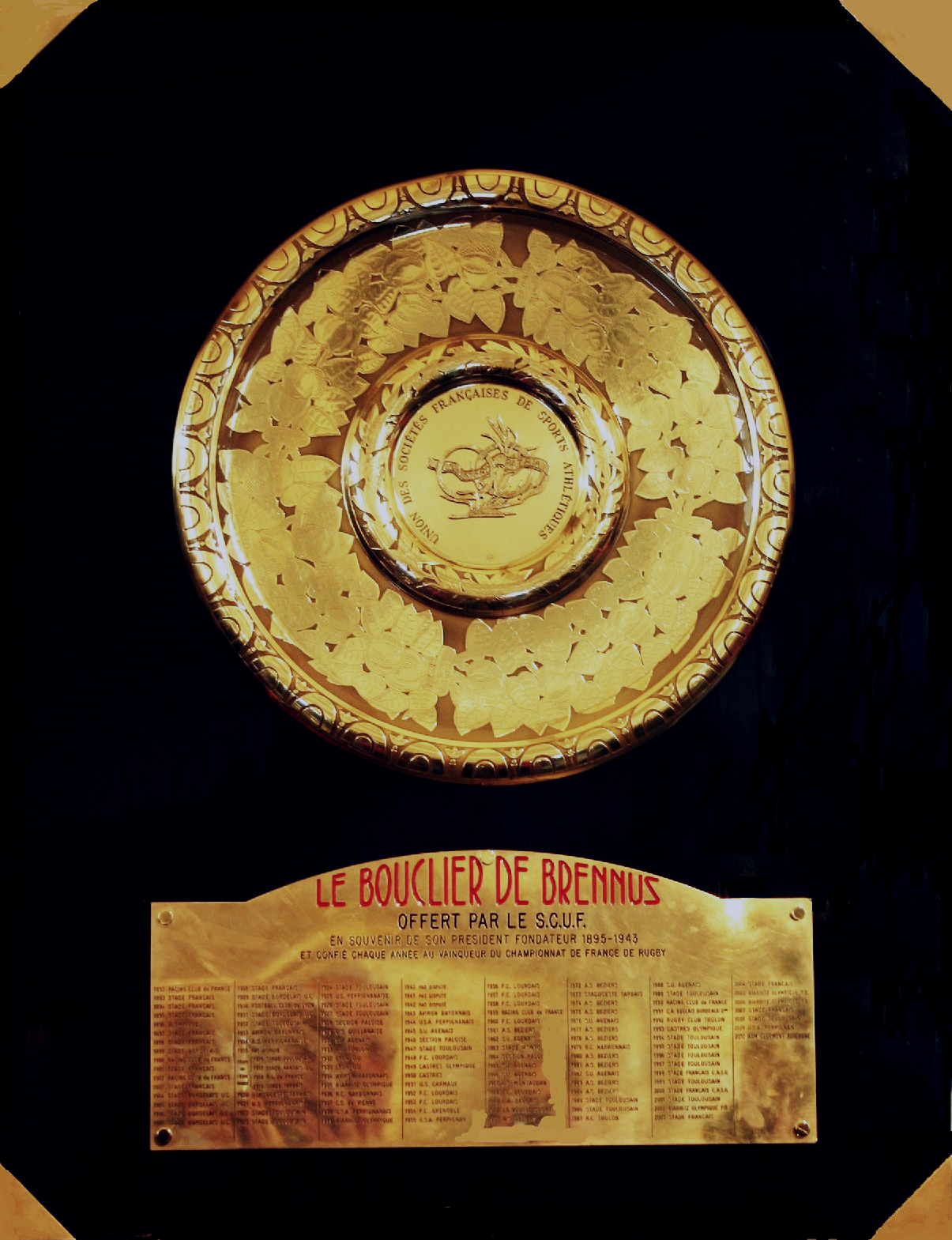
La Voulte champion de France 1970 soulève le Bouclier de Brennus.

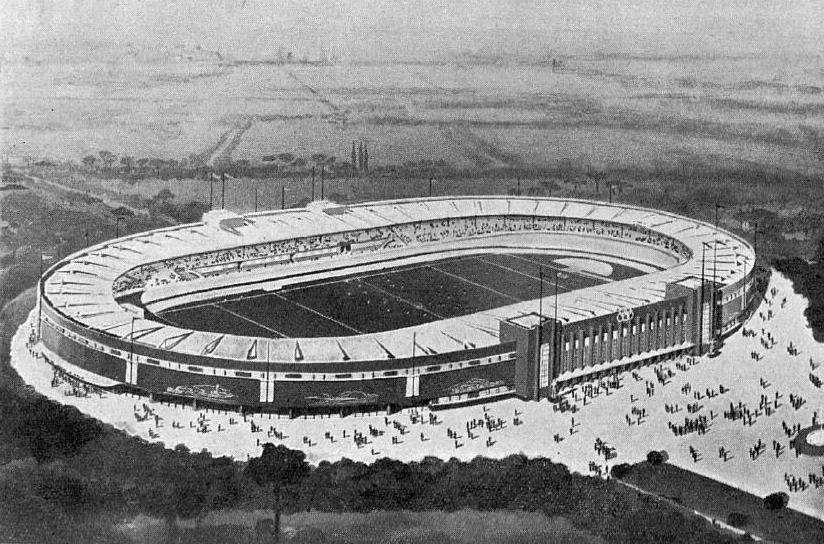
Le stadium de Toulouse où La Voulte s'impose en finale contre l'AS Montferrand en 1970.

La consécration arrive en 1970 avec le titre de champion de France.
Bien que Guy Camberabero ne réussisse aucun coup de pied au but, il est décisif dans la victoire obtenue 3 à 0 contre l'AS Montferrand en contrant un coup de pied de son vis-à-vis Darbas pour envoyer son partenaire Renaud Vialar à l'essai. Montferrand est notamment emmené par Jacques Rougerie et Marcel Thomas au stadium municipal de Toulouse devant 35 000 spectateurs. 
Les joueurs, dont les internationaux Guy (capitaine de l'équipe) et Lilian Camberabero, Jean-Claude Noble et Michel Savitsky, sous la férule de l'entraîneur Jean Liénard, défileront dans la ville devant plus de 25 000 personnes. 
Seule l'US Quillan avait ramené le Bouclier dans une ville plus petite en 1929.
Équipe championne de France en 1970 : 
 

1. Jean-Claude Noble 2. André Laréal  3. Roger Cance 

4. Nicolas De Grégorio 5. Michel Savitsky 

6. Paul Digonnet 8. André Faillon  7. André Duboué 

9. Lilian Camberabero 10. Guy Camberabero  

11. Serge Deguerce 12. Renaud Vialar 13. Mihai Wusek 14. Lionel Vialar 

15. André Roux  

Par la suite le club se qualifie encore sept fois pour les seizièmes (dont un quart de finale en 1973) sous la houlette du demi de mêlée de l'équipe de France, Jacques Fouroux, avant de redescendre dans les profondeurs du rugby amateur.

#### La Voulte se relance autour de ses jeunes
Ses sections de jeunes maintiennent la flamme (champions de France Reichel 1983 et 1984 vice-champion de france coupe Frantz-Reichel 1980, champion de France Cadets 1980, demi-finaliste challenge Gauderman cadet 1977. Plusieurs titres du comité Drôme-Ardèche cadets et minimes dans les années 1990 et 2000). À la fin de la saison 2009-2010, le club du La Voulte sportif fusionne avec le club drômois du Valence sportif pour former le Rhône Ovalie Club qui évolue aujourd'hui en Fédérale 2, le quatrième niveau des compétitions nationales. Le club est entraîné par Didier Camberabero. Cette fusion ne se fait pas sans réaction et un nouveau club au sein de la cité ardéchoise vit le jour, le La Voulte rugby club Ardèche qui évolue pour la saison 2010-2011 en championnat de France de rugby à XV de 4e série.

### Fusion avec le Valence sportif
Le club fusionne en 2010 avec le club du Valence sportif pour former le club du ROC La Voulte Valence. Six ans plus tard, l'US Romans-Péage et du ROC La Voulte Valence s'unissent pour donner naissance au Valence Romans Drôme rugby, représentant les villes de Bourg-de-Péage, Romans-sur-Isère et Valence, dans la Drôme. La ville de La Voulte-sur-Rhône, dans l'Ardèche, ancienne entité du ROC La Voulte Valence, n'est elle pas incluse dans le nouveau club. En marge de ces fusions, un nouveau club est créé pour représenter la ville de La Voulte dès 2010 : La Voulte rugby club Ardèche,.

## Palmarès

### Détail du palmarès
| Compétitions nationales | Compétitions régionales |
| - Championnat de France de première division : - Champion (1) : 1970, - Demi-finaliste (2) : 1959 et 1965 - Championnat de France de deuxième division : - Vice-champion (1) : 1951 - Challenge Yves du Manoir : - Demi-finaliste (1) : 1971 - Challenge de l'Espérance : - Vainqueur (2) : 1962 et 1963 - Finaliste (1) : 1964 - Championnat de France de 4e série : - Vice-champion (1) : 1937 | - Championnat des Alpes de promotion : - Champion (3) : 1946, 1947 et 1948 - Championnat des Alpes 2e série : - Champion (3) : 1938, 1939 et 1940 - Championnat des Alpes 4e série : - Champion (1) : 1937 |

### Titre de champion de France
| Date de la finale | Vainqueur         | Finaliste      | Score | Lieu de la finale           | Spectateurs |
| ----------------- | ----------------- | -------------- | ----- | --------------------------- | ----------- |
| 17 mai 1970       | La Voulte sportif | AS Montferrand | 3 – 0 | Stadium municipal, Toulouse | 35 000      |

| Équipes        | La Voulte sportif - AS Montferrand |
| Score          | 3 - 0 |
| Date           | 17 mai 1970 |
| Stade          | Stadium de Toulouse |
| Arbitre        | Francis Galonnier |
| Les équipes    | |
| La Voulte      | Jean-Claude Noble, André Laréal, Roger Cance, Nicolas De Grégorio, Michel Savitsky, Paul Digonnet, André Duboué, André Faillon, Lilian Camberabero, Guy Camberabero, Serge Deguerce, Renaud Vialar, Mihai Wusek, Lionel Vialar, André Roux      |
| AS Montferrand | Guy Pujol, Jacques Rougerie, Marcel Thomas, Robert Boisson, Henri Bourdillon, Alain Périn, Yvan Lasserre, Bernard Combeuil, Jacques Pineau, Guy Darbas, Jean-Jacques Desvernois, Paul Cieply, Jean-Claude Jeammes, Louis Coudeyre, Gilbert Prat |
| Points marqués | |
| La Voulte      | 1 essai de Renaud Vialar |
| AS Montferrand | |

La Voulte remporte le match et le titre grâce à un essai de Renaud Vialar à la 9e minute.

## Personnalités du club

### Présidents
- 1985-1988: Jean-Louis Reyes[16]
- ?-2010: Jean-Louis Reyes[17]

### Entraîneurs
- Jean Liénard
- Didier Camberabero

### Joueurs emblématiques
- Guy Camberabero
- Lilian Camberabero
- Jean-Claude Noble
- Jacques Fouroux
- Viorel Onuțu
- Maurice Lira
- André Laréal
- Jean-Luc Averous
- Didier Camberabero
- Gilles Camberabero
- Michel Savitsky
- Chourk Nesterovitch
- André Faillon
- Michel Bouvier

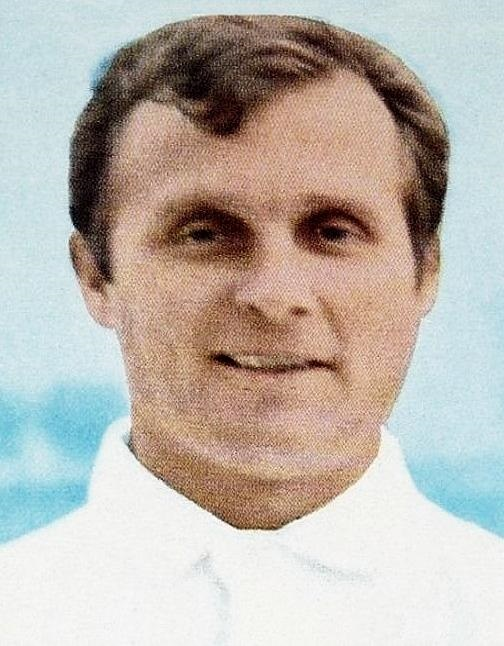
Guy Camberabero

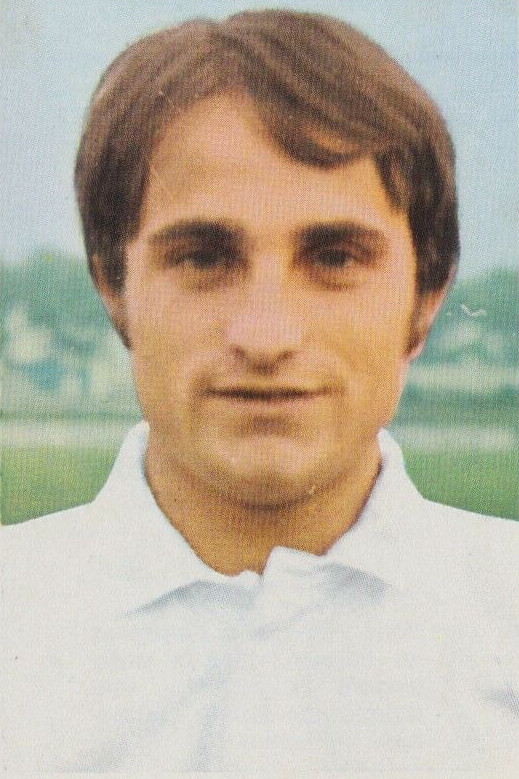
Jacques Fouroux

- Renaud Vialar (marqueur de l'unique essai face à l'AS Montferrand de la finale du Championnat de France en 1970)
- Roger Rinck
- Patrice Rinck
- Lionel Rinck
- Jean-Matthieu Alcalde
- Kevin Gourdon
- Christophe Reyes
- Jean-Louis Reyes
- Mihai Wusek

## Structures et équipements
L'équipe évolue au stade Battandier-Lukowiak.
En 2023, l'une des tribunes du stade est renommée tribune Guy et Lilian Camberabero, en l'honneur des deux joueurs ayant évolué au club.